# Leptynoma monticola
Leptynoma monticola är en tvåvingeart som beskrevs av Elisabeth K. Stuckenberg 2000. Leptynoma monticola ingår i släktet Leptynoma och familjen Vermileonidae.
Artens utbredningsområde är Namibia. Inga underarter finns listade i Catalogue of Life.